# Cronologia
Cronologia (del grec χρονο 'cronos', temps i λογία 'logos', estudi) és la ciència que té com finalitat determinar les dates i l'ordre dels fets històrics; és disciplina auxiliar de la Història. També s'anomena cronologia la llista d'esdeveniments ordenada per les dates respectives (ordre cronològic). La representació gràfica de la cronologia es coneix com a cronografia.
La cronologia es basa en la cronometria i la historiografia, que examina l'escriptura de la història i l’ús de mètodes històrics. La datació per radiocarboni calcula l'edat dels éssers vius abans mesurant la proporció d’isòtop carboni-14 en el seu contingut en carboni. La dendrocronologia calcula l'edat dels arbres per correlació dels diversos anells de creixement de la seva fusta amb seqüències de referència conegudes any rere any a la regió per reflectir la variació climàtica d’un any a l’altre. La dendrocronologia s'utilitza al seu torn com a referència de calibratge de les corbes de datació de radiocarbons.
Els còmputs més utilitzats en la història de diverses èpoques són les eres, els cicles recurrents com les olimpíades, els cicles astronòmics, i els anys de govern de cònsols romans, de papes i de sobirans (des de llur elecció o coronació o des de la mort del predecessor).

## Calendari i era
Els termes calendari i era (en el sentit d'un sistema coherent d'anys naturals numerats) són dos conceptes fonamentals complementaris de la cronologia. Per exemple, durant vuit segles el calendari pertanyent a l'època cristiana, època que va ser presa en ús al segle VIII per Beda, va ser el calendari julià, però després de l'any 1582 va ser el calendari gregorià. Dionís l'Exigu (vers l'any 500) va ser el fundador d'aquell sistema de datació, actualment el més estès a la terra. Una data de referència és la data (normalment l'any) en què comença una època.
Ab Urbe condita era és un terme llatí que es refereix al moment en què Roma fou fundada, una data que es situa tradicionalment a l'any 753 aC. Va ser utilitzat per identificar l'any romà per alguns historiadors romans. Els historiadors moderns l'utilitzen amb molta més freqüència que no pas els mateixos romans; el mètode dominant per identificar els anys romans era nomenar els dos cònsols que ocupaven el càrrec aquell any. Abans de l'arribada de l'edició crítica moderna d'obres històriques romanes, els editors anteriors hi van afegir indiscriminadament AUC, donant un ús al terme més important del que realment tenia. Es va utilitzar de manera sistemàtica entre només a partir de l'any 400, per l'historiador, probablement tarragoní, Pau Orosi. El papa Bonifaci IV, cap a l'any 600, sembla haver estat el primer que va establir una connexió entre aquests d'aquesta època i Anno Domini. (AD 1 = AUC 754).
L'època Anno Domini de Dionís l'Exigu (que només conté els anys civils d.C.) va ser ampliada per Beda. Conté tots els anys civils aC, però cap any zero. Deu segles després de Beda, els astrònoms francesos Philippe de la Hire (l'any 1702) i Jacques Cassini (l'any 1740), només per simplificar certs càlculs, van establir el sistema de datació julià (proposat l'any 1583 per Joseph Scaliger), que conté un any de traspàs zero, que precedeix l'any 1.
Una era des d'un punt de vista cronològic, correspon a un període mesurat a partir d'un esdeveniment fix i convencional des del qual es comencen a comptar el temps. En termes generals, no hi ha cap esdeveniment a la història que no sorgeixi d'altres que l'han precedit o bé que no pugui arribar a ser origen d'altres posteriors més o menys importants.
Totes les grans civilitzacions han adoptat diversos mètodes per mesurar el temps, normalment utilitzant el moviment dels cossos celestes. El major o menor encert d'aquesta operació ha estat conseqüència del major o menor avançament del poble respecte els seus coneixements astronòmics. També han influït, en el còmput dels dies, mesos i anys, la religió, els historiadors i fins i tot els hàbits polítics i civils dels pobles. No és d'estranyar que hagin resultat mètodes tan diferents. Farem un recorregut, en aquest text, dels principals sistemes o eres emprats en la cronologia.

## Prehistòria
Tot i que és d’importància crítica per a l’historiador, els mètodes per determinar la cronologia s'utilitzen en la majoria de disciplines de la ciència, especialment en astronomia, geologia, paleontologia i arqueologia. En absència d’història escrita, amb les seves cròniques i llistes de reis, els arqueòlegs de finals del segle XIX van trobar que podrien desenvolupar cronologies relatives basades en tècniques i estils de ceràmica. En el camp de l'egiptologia, Flinders Petrie va ser pioner en la datació de seqüències per penetrar en el Període predinàstic d'Egipte, utilitzant grups d’artefactes contemporanis dipositats junts a la vegada en tombes i treballant cap enrere de manera metòdica des de les primeres fases històriques d’Egipte. Aquest mètode de cites es coneix com seriació.
Els materials descoberts en estrats en llocs de vegades força llunyans, producte del comerç, van ajudar a estendre la xarxa de cronologies. Algunes cultures han conservat el nom que se’ls hi aplica en referència a formes característiques. L'estudi dels mitjans per col·locar la ceràmica i altres artefactes culturals en algun tipus d’ordre es desenvolupa en dues fases, classificació i tipologia: la classificació crea categories a efectes de descripció i la tipologia busca identificar i analitzar els canvis que permetin col·locar els artefactes en seqüències.
Les tècniques de laboratori desenvolupades sobretot a mitjan segle XX com la datació basada en el radiocarboni, un mètode de datació absoluta de mostres orgàniques basada en la determinació d'un isòtop radioactiu del carboni, el carboni 14. descoberta i desenvolupada per Willard Frank Libby i els seus col·laboradors en l'any 1949 i va ser el motiu que se li concedís el premi Nobel de química el 1960, van ajudar a revisar i perfeccionar constantment les cronologies desenvolupades per a àrees culturals específiques. Els mètodes de datació no relacionats ajuden a reforçar una cronologia, un axioma d’evidències corroboratives. L’ideal seria que els materials arqueològics utilitzats per datar un lloc s'hagin de complementar i proporcionar un mitjà de comprovació creuada. Les conclusions extretes d’una única tècnica no suportada se solen considerar poc fiables.

## Sincronització
El problema fonamental de la cronologia és sincronitzar els esdeveniments. Entre els historiadors, una necessitat habitual és sincronitzar els regnats de reis i líders per relacionar la història d’un país o regió amb la d’un altre.
La Crònica d'Eusebi, d'Eusebi de Cesarea, és una de les principals eines per al sincronisme històric. Aquesta obra té dues seccions. El primer conté cròniques narratives de nou regnes diferents: caldeu, assiri, mitjà, lidi, persa, hebreu, grec, peloponès, asiàtic i romà. La segona part és una taula llarga que sincronitza els esdeveniments de cadascun dels nou regnes en columnes paral·leles. En comparar les columnes paral·leles, el lector pot determinar quins esdeveniments van ser contemporanis o quants anys van separar dos esdeveniments diferents. Per situar tots els esdeveniments a la mateixa escala de temps, Eusebi va utilitzar una època Anno Mundi (A.M.), és a dir, que els fets eren datats del suposat començament del món segons es calcula a partir del Gènesi al Pentateuc hebreu. Segons el càlcul utilitzat per Eusebi, això es va produir el 5199 a.C. la Crònica d'Eusebi va ser àmpliament utilitzat al món medieval per establir les dates i les hores dels esdeveniments històrics. Cronògrafs posteriors, com Jordi Sincel, van analitzar i elaborar el Chronicon comparant-lo amb altres cronologies.
L’últim gran cronògraf va ser Joseph Juste Scaliger, que va reconstruir el Chronicon perdut i va sincronitzar tota la història antiga en les seves dues grans obres, De emendatione temporum i Thesaurus temporum. Gran part de les datacions històriques modernes i la cronologia del món antic deriven en última instància d’aquestes dues obres. A De emendatione temporum de 1583 investiga sistemes antics de determinació d’èpoques, calendaris i càlculs del temps aplicant l'obra de Nicolau Copèrnic i d'altres científics moderns, i revela els principis darrere d'aquests sistemes. Va revolucionar les idees percebudes de la cronologia antiga demostrant que la història antiga no es limita a la dels grecs i els romans, sinó que també comprèn la dels perses, els babilonis i els egipcis, fins llavors descuidats, i el dels jueus, fins llavors tractats a part; i que les narracions històriques i els fragments de cadascun d'aquests, i els seus diversos sistemes de cronologia, s'havien de comparar críticament, distingint-lo dels estudiosos contemporanis, que no van apreciar la seva innovació. Scaliger va inventar el concepte de Julian Day, que encara s'utilitza com a escala de temps unificada estàndard tant per als historiadors com per als astrònoms.
A més dels mètodes literaris de sincronisme utilitzats per cronògrafs tradicionals com Eusebi, Sincel i Scaliger, és possible sincronitzar esdeveniments per mitjans arqueològics o astronòmics. Per exemple, l'eclipsi de Tales, descrit al primer llibre d'Heròdot, pot ser utilitzat potencialment per datar la guerra de Lidia perquè l'eclipsi va tenir lloc durant la meitat d'una batalla important en aquesta guerra. De la mateixa manera, diversos eclipsis i altres esdeveniments astronòmics descrits en registres antics es poden utilitzar per sincronitzar astronòmicament esdeveniments històrics. Un altre mètode per sincronitzar esdeveniments és l’ús de troballes arqueològiques, com ara ceràmica, per fer datacions seqüencials.

## Eó
En ciències naturals a gran escala, es necessita una altra perspectiva temporal, independent de l'activitat humana, i que abasti un període molt més llarg (principalment prehistòric), on "era geològica" es refereix a períodes ben definits. Tot i que el terme eó es pot utilitzar en referència a un període de mil milions d’anys (especialment en geologia, cosmologia i astronomia), el seu ús més comú és per a qualsevol període llarg i indefinit. L'eó també pot referir-se als quatre eons de l'escala de temps geològics que formen la història de la Terra, l'Hadeà, l'Arqueà, el Proterozoic i l'eó actual, el Fanerozoic, dividits al seu terme en eres.

## ISO 8601
La norma ISO 8601 especifica la notació estàndard utilitzada per a emmagatzemar les dates i el temps. Aquesta notació facilita la migració entre diverses plataformes. Se segueix el criteri d'ordenar d'esquerra a dreta del període més llarg de temps al més curt, i es defineixen totes les zones horàries en relació al temps universal coordinat (UTC). Per exemple, per a indicar un dia concret, escriurem AAAA-MM-DD.
On AAAA indica l'any, MM indica el mes i DD indica el dia.
Així, les dates i les hores s'ordenen de manera que el terme temporal més gran (l'any) se situa a l'esquerra i cada terme successivament més petit se situa a la dreta del terme anterior. Les representacions s'han d'escriure amb una combinació de números àrabs i certs caràcters (com ara "-", ":", "T", "W" i "Z") que es donin significats específics dins de l'estàndard; la implicació és que algunes formes habituals d'escriure parts de dates, com ara "gener" o "dijous", no estan permeses en representacions d'intercanvi.